# 1927年の航空
< 1927年
1926年の航空 - 1927年の航空 - 1928年の航空

## 航空に関する出来事

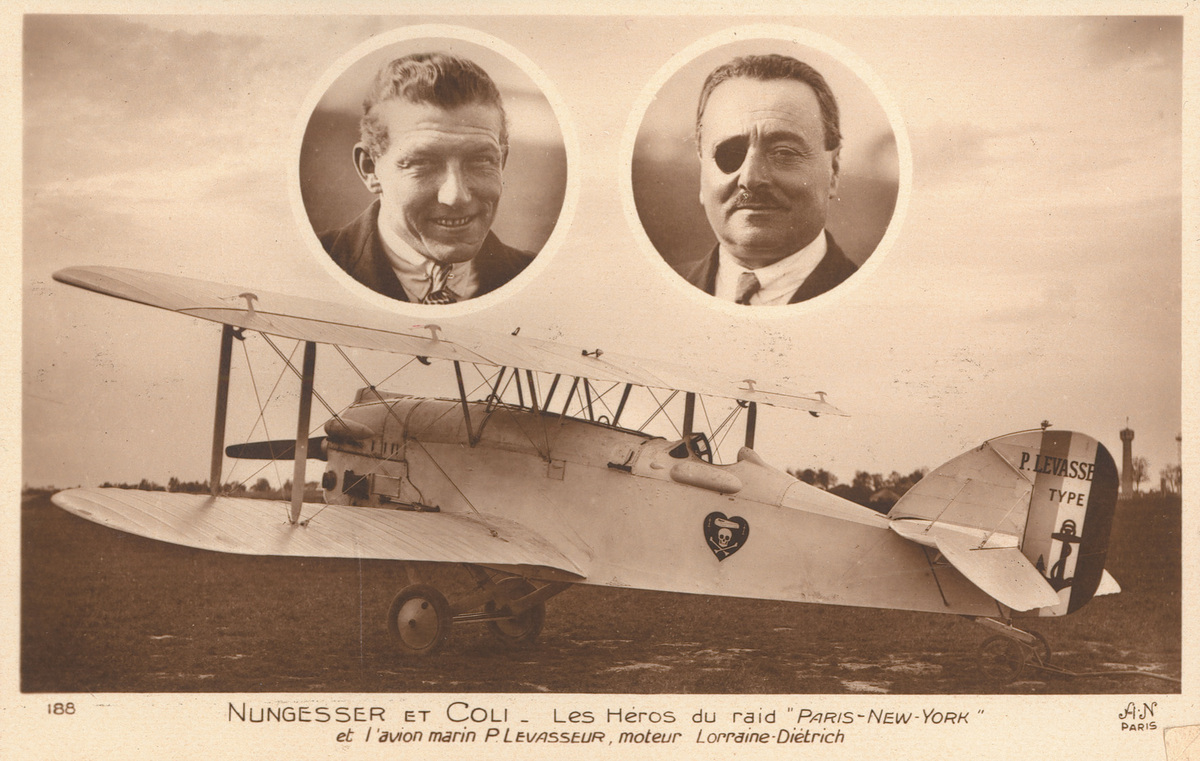
白鳥号 L'Oiseau Blanc

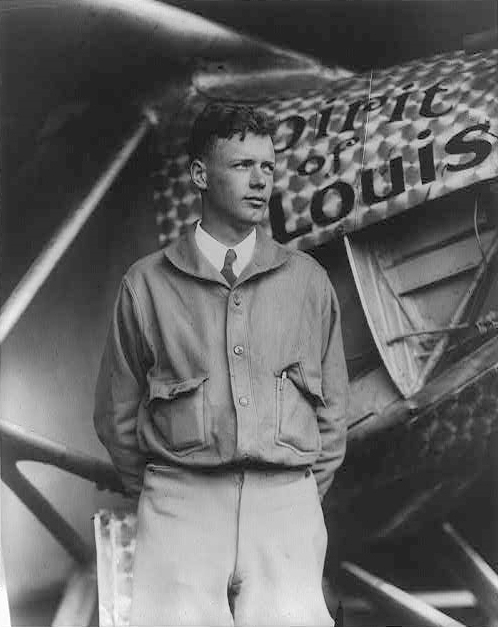
リンドバーグと乗機

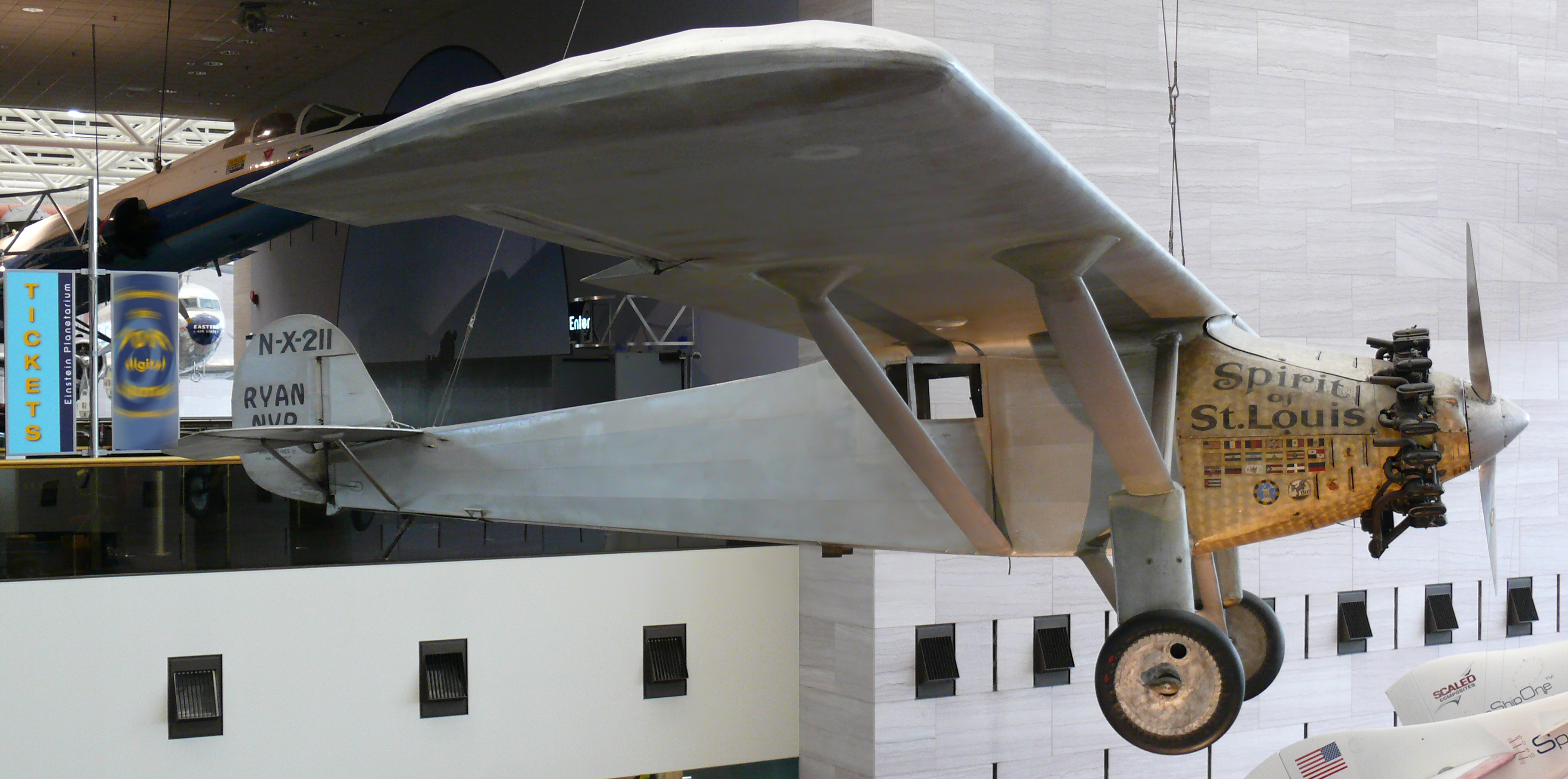
スピリットオブセントルイス号

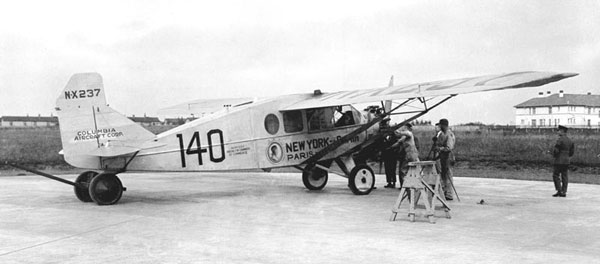
コロンビア号（ライト・ベランカ WB-2

- 1927年 - 今井小松が、日本で二番目に航空操縦士免許を取得した女性となった。
- 1月5日 - ボーイング航空が、シカゴ - サンフランシスコ間の航空郵便の運搬のために設立された。後にユナイテッド航空となる。
- 3月14日 - パンアメリカン航空が、キーウエスト - ハバナ間の航空郵便の運搬のために設立された。
- 4月28日 - ジョアン・リベイロ・デ・バロスらの4人のブラジル人の搭乗した水上機、、「ジャウー号」（サヴォイア・マルケッティ S.55）で南大西洋横断飛行に成功した。
- 5月8日〜9日 - シャルル・ナンジェッセとフランソワ・コリが、白鳥号でパリを離陸してニューヨークに向かったが、行方不明となった。
- 5月20日〜21日 - チャールズ・リンドバーグが、単葉機スピリットオブセントルイス号でニューヨーク - パリ間の単独・無着陸での大西洋横断飛行に成功。飛行時間は約33.5時間だった。
- 5月20日 - イギリス空軍のロデリック・カーが、長距離飛行記録を樹立するためにホーカー ホーズリーでイギリス - インド間の飛行を行うが不時着。3日後、ペルシャ湾で救助された。
- 5月27日 - フランス最初の航空母艦、ベアルンが就航する。
- 6月4日〜6日 - クラレンス・チェンバレンがベランカ WB-2単葉機「コロンビア」号で、航法士として経験のないチャールズ・レヴァインを載せてルーズベルト空港を離陸し、42時間31分をかけて3,911マイルを飛び､ドイツのアイスレーベンまで飛行した。
- 6月5日 - ヨハネス・ヴィンクラーらによって、ドイツ宇宙旅行協会（VfR, Verein für Raumschiffahrt）が設立された。
- 6月23日 - 日本海軍がイタリアから購入した半硬式飛行船、第六航空船が暴風に遭遇し、伊豆諸島の神津島の海岸に不時着した。
- 6月28日〜29日 - アメリカ陸軍のフォッカー C-2が、アメリカ本土からハワイまで飛行した。
- 6月29日 - カナダ人の発明家、ウォーレンス・ターンブルによる可変ピッチプロペラ搭載機が、初の飛行試験を行う。
- 6月29日〜7月1日 - リチャード・バードらが、フォッカー3発機「アメリカ」号でニューヨーク - パリ間を40時間で飛行。しかしパリ上空が霧に閉ざされていたため、ノルマンディー沖の大西洋に不時着水した。
- 8月26日 - バート・ヒンクラーが、イギリスのクロイドン飛行場からラトヴィアのリガまでの無着陸飛行を行う。
- 8月31日 - イギリス女性、アン・サヴィルがレスリー・ハミルトンの操縦するフォッカー F.VII、「セント・ラファエル」で女性初の大西洋横断飛行を目指すが、機体とともに行方不明となった。
- 9月6日 - ニューヨーク・デーリ・ミラーがスポンサーとなったニューヨークからイタリアのローマをめざしたオールド・グローリー号がオールドオーチャードビーチを出発したが、翌日、遭難した。
- 9月8日 - アメリカの航空機メーカー、セスナが設立される。
- 9月26日 - シュナイダー・トロフィー・レースが行われる。優勝はイギリスのS.N.ウェブスターの操縦するスーパーマリン S.5で記録は453.2 km/h。
- 10月11日 - アメリカ合衆国の女優、ルース・エルダーが、ジョージ・ハルドマンの操縦する、スティンソン デトロイター、「アメリカン・ガール」で女性初の大西洋横断飛行を目指すがアゾレス島まで飛んで機体故障で不時着水した。乗員は救助された。
- 10月14日〜15日 - デュドネ・コストとジョゼフ・ルブリが、ブレゲー 19で、セネガルのサンルイからブラジルのポートナトルまでの南大西洋の無着陸横断飛行に成功する。
- 12月1日 - ブラジル南部のポルトアレグレをベースに、ブラジル南部に多かったドイツ系移民からの資金を得て「シンジカト・コンドル航空（Syndicato Condor）」が設立された。（1939年に、ドイツ系の経営陣を一掃し「セルビソス・アエレオス・コンドル航空（Serviços Aéreos Condor）」と改名し、さらに1943年にクルゼイロ航空と改名された。）
- 12月4日 - スペインの航空会社、イベリア航空がマドリード〜バルセロナ間の路線で運航を開始した。
- 12月14日 - フォッケウルフの創立者の1人、ゲオルク・ウルフがフォッケウルフ F19エンテの試験飛行中に事故死した。
- 12月23日 - アメリカ合衆国の女性フランシス・グレーソンが搭乗して大西洋横断飛行を試みた飛行艇、シコルスキー S-36、「Dawn」号（操縦は、ノルウェー海軍のオスカー・オムダール）がニューファンドランド島近くで行方不明となった。

## 1927年に初飛行した機体の画像

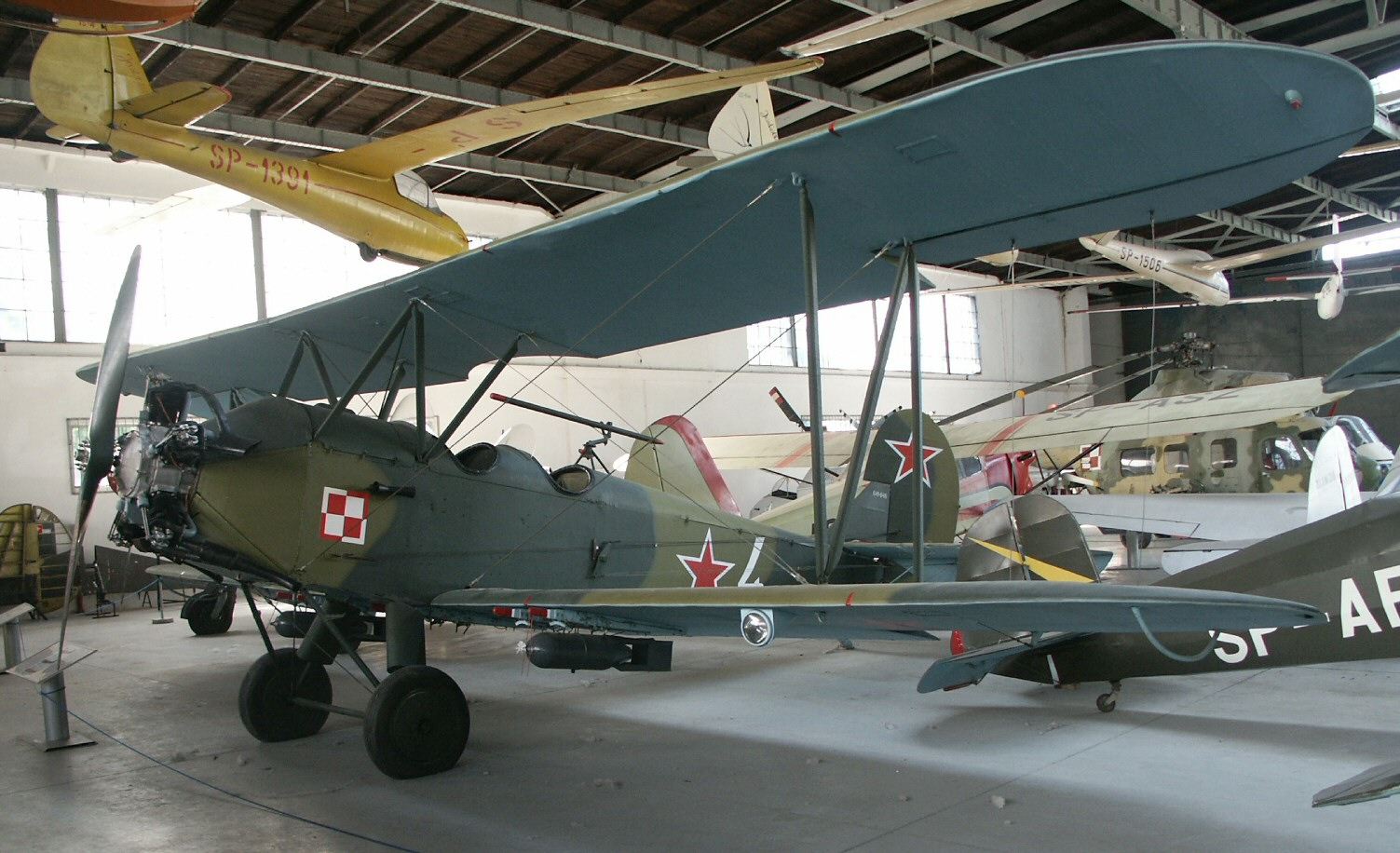
ポリカールポフ Po-2 （6月24日）
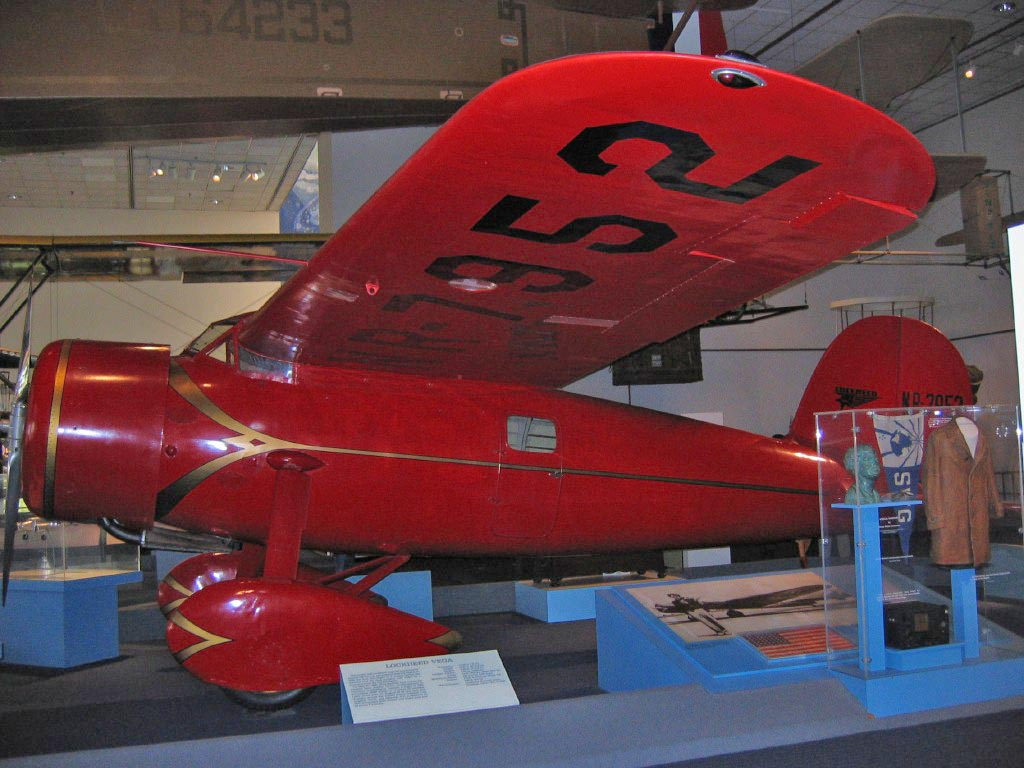
ロッキード ベガ （7月4日）
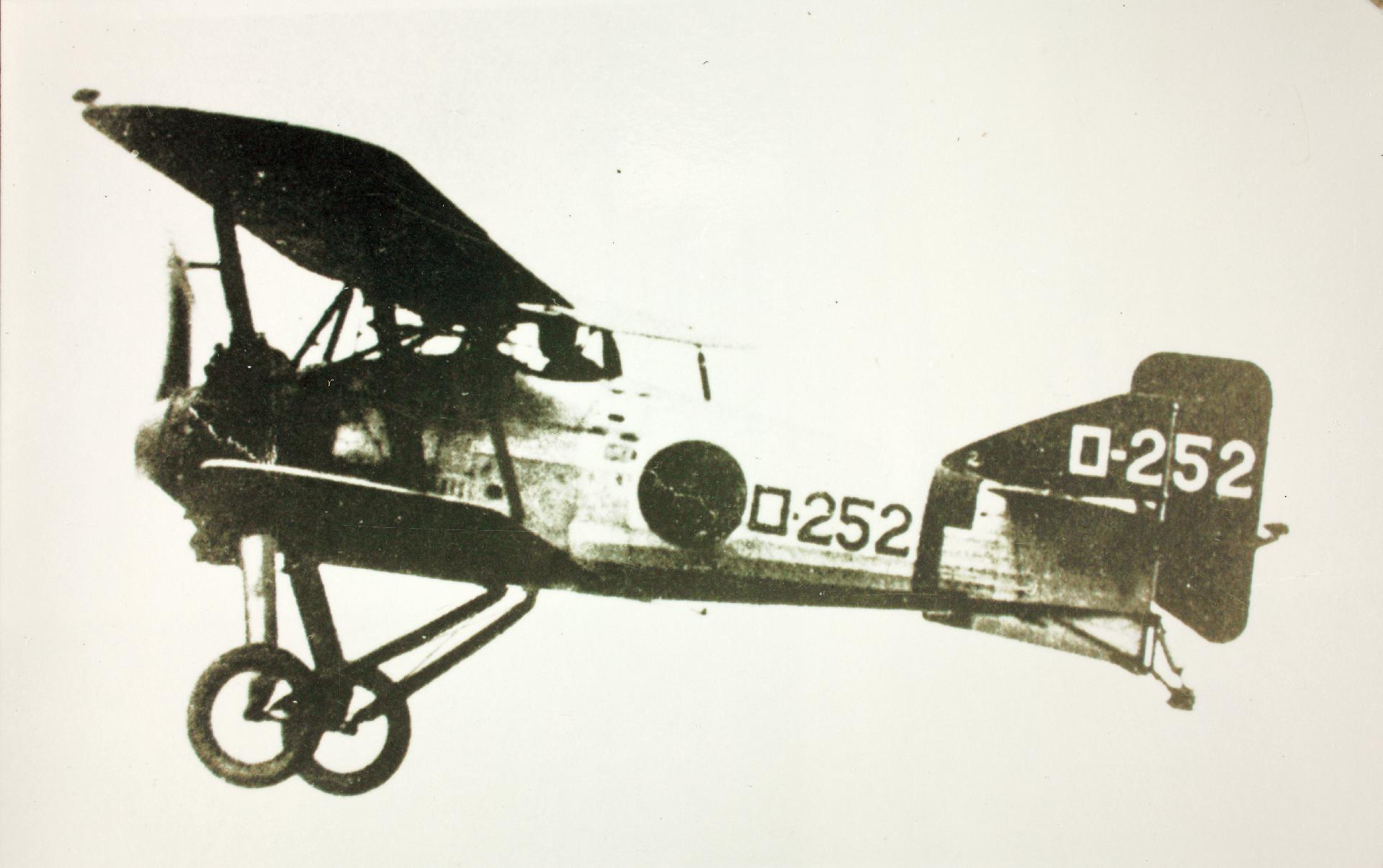
グロスター　ガムベット三式艦上戦闘機の原型機 （12月12日）

## 航空に関する賞の受賞者
- フランス飛行クラブ大賞（Grande Médaille de l'Aéro-Club de France ）：チャールズ・リンドバーグ
- ハーモン・トロフィー：チャールズ・リンドバーグ、メアリ・ベイリー、 チャールズ・ローゼンダール